# Dublowanie
Dublowanie – jeden ze sposobów konserwacji obrazów malowanych na płótnie. Metoda ta polega na wzmocnieniu starego, osłabionego płótna przez podklejenie od spodu nowego płótna, włókna szklanego itp. z użyciem spoiwa pochodzenia naturalnego (wosku z żywicami, kleju roślinnego, zwierzęcego) lub żywic syntetycznych. Najczęściej wykorzystywana jest jednak masa woskowa, która w zależności od składu ma większą lub mniejszą liczbę kwasową. Wielkość tej liczby ma wpływ na stan konserwowanych obiektów. Masa o wysokiej liczbie kwasowej może powodować nieodwracalne zniszczenia płótna podobrazia.
Podczas podklejania masa klejąca przenika przez stare płótno wzmacniając (w sposób najczęściej nieodwracalny) warstwę zaprawy i farby.

## Wady i zalety
Współczesna praktyka konserwatorska zaleca dublowanie jak najmniej ingerujące w obraz, polegające zazwyczaj tylko na wzmocnieniu starego płótna nowym, w którym klej nie przesiąka w głąb do warstwy zaprawy i farby. Stosując tę metodę dublujące płótno można w razie konieczności łatwo usunąć stosując odpowiednie rozpuszczalniki. Mankamentem nieodwracalnego dublowania jest również całkowite zakrycie odwrocia, z którego marszand lub konserwator może odczytać wiele informacji nt. stanu zachowania lub cech technologicznych świadczących o oryginalności dzieła i jego historii. 
Metoda dublowania niesie również często, przy niewłaściwie dobranym spoiwie lub warunkach wykonania zabiegu, ryzyko przesycenia płótna i zaprawy spoiwem dublażowym, a w konsekwencji zmiany optyczne widoczne od strony licowej. Najczęściej stosowana do dublowania masa woskowa ma wysoki współczynnik załamania światła i często powoduje ściemnienie obrazu.